# Corusichthys
Corusichthys is een geslacht van uitgestorven pycnodontide straalvinnige beenvissen dat leefde tijdens de Vroeg-Cenomanien in wat nu Libanon is. Corusichthys megacephalus is bekend van een vierendertig millimeter lang fossiel. Het had platen die als een helm rond zijn hoofd waren gerangschikt en had een massieve, driehoekige stekel op de bovenzijde. Corusichthys megacephalus is nauw verwant aan de geslachten Trewavasia en Hensodon, evenals aan Coccodus.